# Мореплавна кар'єра Джозефа Конрада
Джозеф Конрад (Юзеф Теодор Конрад Корженьовський; Бердичів, Україна, 3 грудня 1857 р.— 3 серпня 1924, Бішопсборн, Кент, Англія) — польський письменник, який писав англійською після поселення в Англії. Його вважають одним із найбільших англійських письменників, хоча до двадцяти років він не володів мовою вільно, і говорив з помітним польським акцентом. В оповіданнях та романах Конрад писав про випробування людського духу посеред безпристрасного, незбагненного моря. Він був майстром прози і привніс в англійську літературу  неанглійську трагічність.  
Конрада вважають попередником модерністської літератури. Стиль його творів та створені характери вплинули на багатьох авторів. Чимало творів екранізовано.
Конрад працював в епоху розквіту Британської імперії, він спирався на свій особистий досвід у французькому та британському торгових флотах.  

## Французькі подорожі
Він прибув до Марселя в 1874 році 17-річним юнаком. Його наставником мав бути поляк, який плавав на французьких кораблях, але моряк тимчасово був у від’їзді, і лоцмани стали першими інструкторами Конрада з плавання. Він був професійним моряком, але так і не навчився плавати. Письменник любив Середземне море, «колиску вітрильного спорту». 

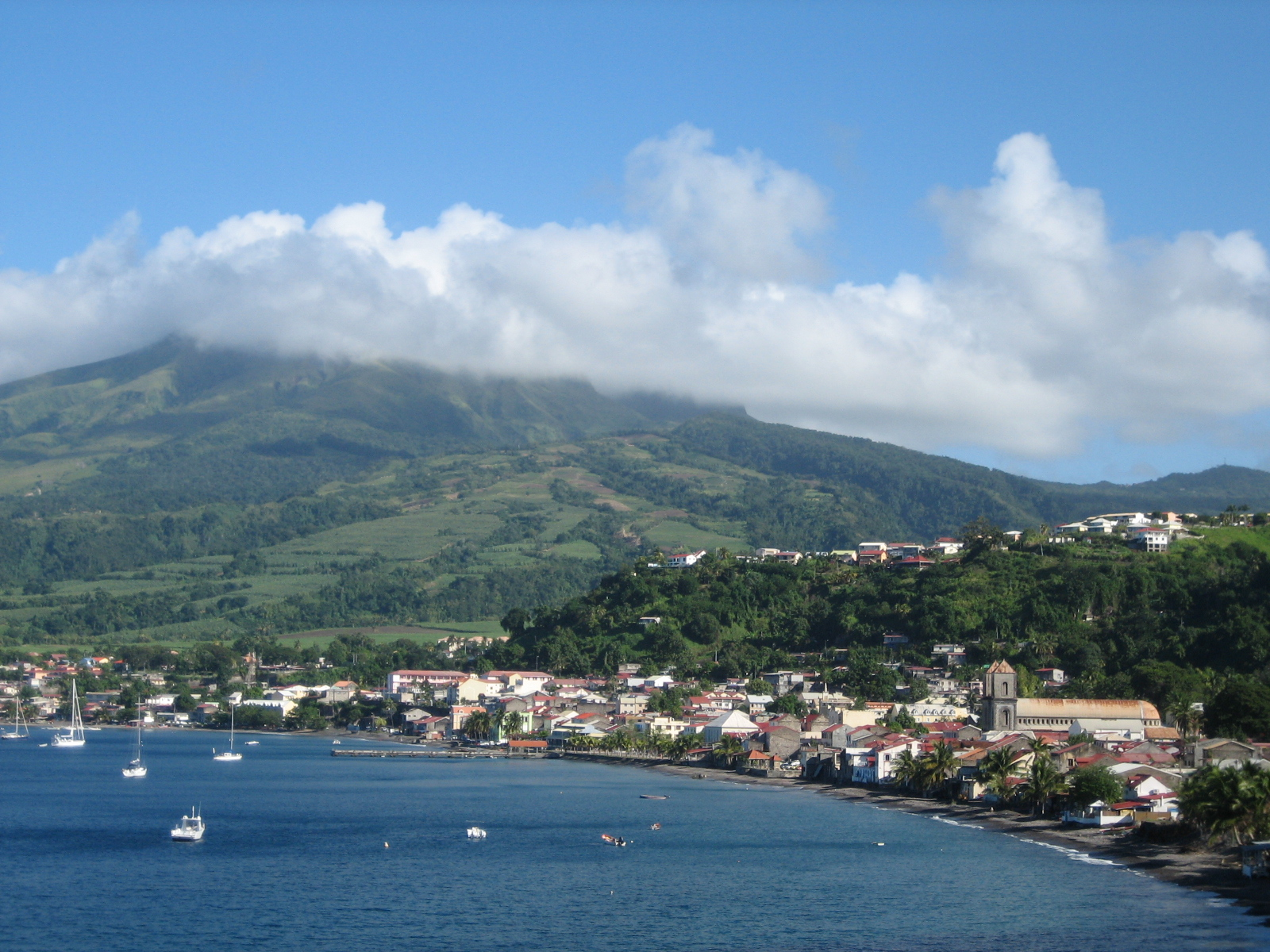
Сен-П'єр, Мартиніка

15 грудня 1874 року Конраду тільки виповнилося сімнадцять років. Він почав свою першу морську подорож — як пасажир на маленькому барку Монблан, який 6 лютого досяг Сен-П’єр, Мартиніка, в Карибському морі. 1875 рік. Під час повернення корабля до Марселя міг бути членом екіпажу. На морі він був, щоб зміцнити своє здоров’я та познайомитися з роботою моряків. 25 червня він знову виїхав на Монблан уже як учень, і прибув до Сен-П'єр 31 липня. Після відвідування кількох карибських портів корабель повернувся до Франції.
У 1875 році Конрад провів у морі сім місяців. Це не викликало у нього ентузіазму. Він дав собі півроку відпочинку від моря, спілкуючись і витрачаючи допомогу  свого дядька по материнській лінії Тадеуша Бобровського. Дядько задовольнив фінансові вимоги свого племінника, але надіслав довгі листи-докори. 
10 липня 1876 року Конрад відплив до Вест-Індії в якості стюарда (за зарплату в 35 франків, що еквівалентно одній п'ятій грошового забезпечення свого дядька).  Першим помічником був 42-річний корсиканець Домінік Червоні, який став прототипом головного героя «Ностромо » Конрада: «У його очах таївся вираз абсолютно безжалісної іронії, ніби він був забезпечений надзвичайно досвідченим душу...». Конрад повернувся з подорожі 15 лютого 1877 року до Марселя. 
У  романі «Золота стріла» Конрад натякає на контрабанду «морем зброї та боєприпасів до загонів карлістів на півдні [Іспанії]». Очевидно, це стосується Домініка Сервоні. Перший біограф Конрада, Жорж Жан-Обрі (1882–1950), натякнув на Червоні та Конрада, які контрабандою ніби переправляли зброю до центральноамериканської республіки. Хроніст і вчений Конрада Здзіслав Найдер (1930 р.н.) припускає, що Конрад «можливо чув... історії [про стрілянину] від досвідченого Червоні». 
У грудні 1877 року виявилося, що як іноземець і російський підданий Конрад не міг служити на французьких кораблях без дозволу російського консула. Конрад проходив військову службу в Росії, і отримати таку згоду не було жодних шансів.  Після консультації з  дядьком було вирішено, що він повинен приєднатися до англійського торгового флоту.
Пізніше Конрад у своїй збірці есе «Дзеркало моря» (1906) і романі «Золота стріла» (1919) описав контрабандне перевезенням зброї в Іспанію для карлистів, прихильників Карлоса де Борбона і де Австрії -Есте. Найдер вважає це з ряду причин неможливим. Якби Конрад брав участь у перевезенні контрабанди в Іспанію, це було б пов’язано з чимось іншим, ніж зброєю. Але в двох книгах він прикрасив свої спогади, ймовірно, запозичені з минулих пригод марсельських друзів. Спроби відстежити реальність, що стоїть за його розповідями, ускладнюються через звичку Конрада використовувати зовнішні характеристики, а часто і імена реальних людейю 
Ще одна марсельська легенда стосується великого кохання Конрада. Історія описана в «Золотій стрілі», псевдоавтобіографічному романі, хронологія якого суперечить  життю Конрада. 

## Британські подорожі
10 червня 1878 року Конрад Корженьовський вперше ступив на англійську землю, прибувши на британському пароплаві Mavis, на борт якого він сів 24 квітня 1878 року в Марселі. Ймовірно, він приєднався до корабля не як член екіпажу, а як учень. Незрозуміло, чи був він на борту під час російського маршруту, який був би небезпечним для польського підданого царя. Він все одно планував повернутися до Франції і вступити до французького флоту. Конфлікт з капітаном Семюелом Вільямом Пайпом спонукав Конрада залишити корабель. Він виїхав до ЛондонаЗвернувшись до свого дядька, він отримав додаткові кошти, а також довгий лист із закликом «думати самостійно і боротися за себе... не байдикуй, навчайся і не прикидайся багатим молодим джентльменом». Якщо ви не забезпечили собі посаду до 24 років, не розраховуйте на надбавку. У мене немає грошей на дрони і я не маю наміру працювати, щоб хтось інший розважався за мій рахунок...»
Конрад повернувся в Лоустофт і 11 липня 1878 року підписав контракт на прибережну вугільну шхуну . Він завоював популярність у екіпажу, зазнавши витрат на розваги та частування.. «У цьому ремеслі я почав вивчати англійську у хлопців зі Східного узбережжя, кожен з яких був  розфарбований, як різдвяна листівка». Зробивши три рейси до Ньюкасла-апон-Тайн і назад на « Скімері», лише через 73 дні, 23 вересня, Конрад залишив шхуну.  

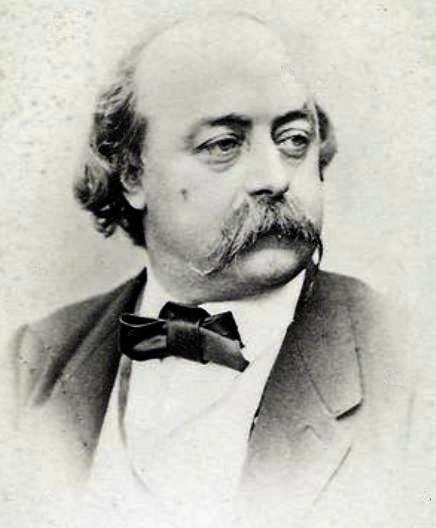
Твори французького романіста Гюстава Флобера вплинули на твори Конрада.

15 жовтня 1878 року, під час своєї першої справжньої служби в морі, Конрад відплив на кліпері «Герцог Сазерленд» у свою найдовшу подорож навколо мису Доброї Надії до Австралії, прибувши 31 січня 1879 року в гавань Сіднея  Він отримав знання про місцеві умови і про сленг, розкритий пізніше в його новелі «Завтра». Саме тоді він через Саламбо познайомився з творчістю Флобера і прочитав однотомне видання Шекспіра . Герцог Сазерленд покинув Сідней 6 липня 1879 року у подорож додому, а Конрад прибув до Лондона 19 жовтня. 
11 грудня 1879 року Конрад записався працездатним моряком на залізний пароплав «Європа» . Наступного дня корабель відправився в Геную, Неаполь, Патри і Палермо, повернувся до Лондона 29 січня 1880 року. Незабаром після цього Конрад зустрів Джорджа Фонтейна Віра Хоупа, колишнього офіцера торгових служб, а потім директора лондонської комерційної фірми. Це був перший близький контакт Конрада в Англії, який переріс у довготривалу дружбу. 
На спонукання дядька Конрад подав заявку на здачу іспиту на другого помічника британського торгового флоту. Кандидати повинні були задокументувати принаймні чотири роки служби на морі. Насправді він прослужив лише сімнадцять місяців. Але, озброївшись документом від Делестанга, який збільшив період його служби у Франції, і надавши збільшені цифри за його британську службу, він підписав декларацію зі своїми заявами та доданими документами. Для іспиту він відвідав крам-курс і склав його 28 травня 1880 року у віці 22 років 

### Другий напарник
21 серпня 1880 року Конрад був зарахований третім помічником на залізний кліпер . Наступного дня корабель вийшов з Лондона і прибув до Сіднея 24 листопада. Зворотне плавання почалося 11 січня 1881 року. У «Дзеркалі моря» (1906) Конрад наведе історію з невизначеною основою, пов'язану з цим рейсом — порятунком екіпажу данського вітрильника. Прибув до Лондона 25 квітня 1881 року. Там на Конрада чекала допомога від дядька: 46 фунтів за шість місяців — більше, ніж у два рази більше, ніж його заробіток на кораблі.
Конрад знову взявся за якусь катастрофічну спекуляцію, яка коштувала щонайменше піврічного грошового утримання. Це, ймовірно, породило фантастичну історію, якою він почастував свого дядька в листі від 10 серпня 1881 року, про нещасний випадок на борту кліпера «Енні Фрост», втрату багажу та кілька днів, проведених у лікарні.
Конрад мав проблеми з пошуком місця в якості другого напарника . Він підписався на невеликий, хиткий старий барк, Палестина, для подорожі до Бангкока за 4 фунти на місяць. З 15 жовтня 1881 р. дядько Бобровський мав надсилати йому лише половину попередньої надбавки, округленої до 50 фунтів на рік — трохи більше, ніж його нова, найвища на сьогодні зарплата. Конрад був не дуже задоволений своїм новим призначенням. «Палестина» залишила Лондон 21 вересня 1881 року і після зупинки в Грейвсенді 28 вересня відпливла на північ. Перехід до Ньюкасла-апон-Тайн зайняв 22 дні.
Конрад описав свої пригоди в Палестині, перейменованій в Юдею, у новелі " Юність " (1898). Він зберіг імена капітана і першого офіцера, і хоча хід подій і багато деталей відповідають фактам, які є творінням уяви Конрада. Немає жодного документального підтвердження зіткнення з пароплавом у Ньюкаслі; герой оповідання молодший за Конрада на чотири роки і є інші, більш вражаючі розбіжності. 
Палестина, перевозячи вантаж вугілля, вирушила з Ньюкасла в Бангкок 29 листопада 1881 року. Перетинаючи Ла-Манш, вона потрапила в шторм, втратила щоглу і почала протікати. 24 грудня повернулася до Фалмута, Корнуолл для ремонту. Конрад вирішив залишити своє місце, ймовірно, для того, щоб отримати посвідчення про службу в якості другого офіцера.
Через дев'ять місяців, 17 вересня 1882 року, після виходу з Лондона, «Палестина» відпливла з Фалмута до Бангкока, Сіам (Таїланд). Конрад вперше був повністю відповідальним за вахту для чотирьох чолові. Перехід був повільним, безтурботним і одноманітним, аж до 11 березня 1883 року, коли в протоці Бангка між Суматрою та островом Бангка не був помічений запах, схожий на парафінове масло. Наступного дня від вугілля був виявлений дим; його облили водою. 13 березня чотири тонни вугілля було викинуто за борт. Судно прямувало до берега Суматри, та пожежа наростала, і «Сомерсет» відмовився буксирувати барк. Судно стало масою горіти, і екіпаж зійшов на три човни, які залишалися біля судна до ранку 15 березня 1883 року. Того вечора човни прибули до Мунтока .
У повісті " Юність « Конрад драматизував аварію, розтягнувши її в часі та просторі. Насправді катастрофа сталася біля берега. І човни прямували не до Яви, на схід від Суматри, а до порту Мунток на острові Бангка, біля східного узбережжя Суматри. Човни могли досягти берега за кілька десятків годин, без необхідності „стукатися“. відкритий човен» для «ніч і днів». Конрад також забув, після всіх тих років, що з ним у човні були три, а не два моряки. Але найцікавіша невідповідність між історією та реальністю полягала в тому, що Конрад називав команду " важкими справами Ліверпуля ".
Він марно шукав роботу, яка б дозволила йому відплисти назад до Європи, він досліджував портовий район Сінгапуру, який був би сценою для його сторінок. Зрештою він повернувся до Англії як пасажир на пароплаві, досягнувши Лондона наприкінці травня.
25-річний Конрад і його дядько Бобровський з нетерпінням чекали зустрічей, які неодноразово відкладалися в Кракові. Бобровський знову підкреслив у листі, що для Конрада важливо отримати британську натуралізацію. Плани довелося змінити через дядькові проблеми зі шлунком і ревматизм. Нарешті вони зустрілися — вперше за п'ять років після спроби Конрада 1878 року самогубства в Марселі — у липні 1883 року в Марієнбаді в Богемії. 12 серпня вони вирушили до Тепліце, також у Богемію, де Конрад пробув ще два тижні. Їхня зустріч була приємною. Листування Бобровського стало більш ніжним і дружнім, з меншою кількістю застережень. Власні листи Конрада того періоду до дядька та Стефана Бущинського, за словами Найдера, «він хотів раз і назавжди порвати з його польське минуле».
10 вересня 1883 року Конрад підписав контракт як другий помічник на британському кліпері Riversdale зі скандинавським екіпажем. Корабель відплив з Лондона 13 вересня 1883 року і прибув 6 квітня 1884 року в Мадрас, Індія . Після того, як капітан Макдональд дізнався від капітана пароплава, який супроводжував Конрада, як Конрад представляв стан Макдональда, 15 квітня 1884 року Макдональд звільнив Конрада, отримавши посвідчення, видане 17 квітня 1884 року, менш ніж задовільне. Згодом цей епізод, здається, надихнув Конрад на уїдливі літературні зображення морських капітанів. Слідчий суд визнав Макдональда винним у подальшому висадженні «Ріверсдейла», що врешті-решт дозволило Конраду скласти іспит на посаду першого помічника.
Конрад сів на поїзд до Бомбея і 28 квітня він став другим напарником кліпера «Нарцис», увічненого 13 років потому в назві його першого морського роману Негр з «Нарциса» (1897). Корабель відплив до Лондона 5 червня 1884 року. Вважалося, що оригіналом назви «Негр» був Джозеф Баррон, 35 років, який помер за три тижні до того, як корабель досяг Дюнкерка. «Нарцис» увійшов у Дюнкерк 16 жовтня 1884 року, а наступного дня Конрад розписався. 
Отримавши необхідний стаж, Конрад підготувався до свого першого офіцерського іспиту. Він провалив його 17 листопада 1884 року, але після навчання здав його 3 грудня 1884 року — через чотири роки після іспиту на другого напарника . 

### Перший напарник
1885—88 роки ознаменувалися падінням попиту на нові судна, причали для офіцерів зменшувалися з кількістю кораблів. Виклик для іноземних офіцерів посилився через обурення британців «вторгненням» іноземців. «Той факт, що Конрад завжди представляв свої стосунки з англійським начальством і роботодавцями як вільні від національних конфліктів, не є доказом, — пише Найдер, — оскільки він часто згладжував і ретушував своє минуле, щоб зробити його більш стабільно позитивним...» 
24 квітня 1885 року, в Халлі, Англія, Конрад знайшов місце другого офіцера на борту кліпера Tilkhurst, найбільшого вітрильника, на якому служив. 10 червня судно з вантажем вугілля відпливло з Пенарта, досягнуло Сінгапуру 22 вересня. Екіпаж був переважно скандинавським. Про капітана Едвіна Джона Блейка, сина лікаря, Конрад мав найпозитивніші спогади  — «виключно добре обізнаний розум, найменш схожий на моряка зовні, але, безперечно, один з найкращих моряків... мені пощастило служити». Розвантаження в Сінгапурі завершилося 19 жовтня.  
Під час свого перебування в Індії 28-річний Конрад надіслав п’ять листів Джозефу Спірідіону, поляку, старшому за нього на вісім років, з яким він подружився в Кардіффі в червні 1885 року. Ці листи є першими збереженими текстами Конрада англійською мовою. Його англійська загалом правильна, але жорстка до штучності; багато фрагментів свідчать про те, що його думки йшли в руслі польського синтаксису та фразеології.  У нього залишилося болісне відчуття безнадійності польського питання та прийняття Англії як можливого притулку. Хоча він часто коригував свої заяви  відповідно до поглядів своїх адресатів, тема безнадійності щодо перспектив польської незалежності часто зустрічається в його листуванні до 1914 року. 
Відчуваючи, що «набридло плавати за невеликі гроші», Конрад звернувся за порадою до Спірідіона щодо доцільності зайнятися китобійним промислом — можливо, він сподівався отримати для цієї мети позику від Спірідіона та його батька. Пізніше Спірідіон сказав Жану-Обрі, що він відмовляв свого молодого друга від підприємства. 
16 червня 1886 року Конрад підписав контракт. У Лондоні на нього чекали два листи від дядька Бобровського. В одному з них дядько написав: «З ваших листів і  Крігера я зробив висновок, що ви хочете присвятити себе торгівлі та залишитися в Лондоні». Він закликав Конрада скласти іспит на магістра. 
28 липня 1886 року Конрад зазнав невдачі у своїй першій спробі скласти іспит на магістра моряка. 10 листопада з другої спроби склав іспит на магістра моряка. 

### Майстер
16 лютого 1887 року він став першим помічником залізного барку Highland Forest, що стояв у порту Амстердама. Екіпаж судна складався з 18 осіб, у тому числі 14 іноземців. Капітаном був 34-річний ірландець Джон МакВір. 18 лютого « Хайленд Ліс» залишив Амстердам і наштовхнувся на сильний шторм. За словами Конрада, кілька лонжеронів були винесені, а частина одного вдарила і поранила його. 20 червня корабель досяг Семаранг, Ява. Наступного дня він сів на пароплав Celestial, висадився 6 липня в Сінгапурі, звідки відправився на лікування до Європейської лікарні.
Першим помічником SS Celestial, який привіз Конрада до Сінгапуру, був Фредерік Хейвлок Бруксбенк, зять відомого на той час купця і моряка Вільяма Лінгарда. Конрад ніколи не зустрічався з Вільямом Лінгардом, але багато чув про нього, в основному від племінників. 22 серпня 1887 року Конрад відплив із Сінгапуру на « Відарі» як перший помічник; він здійснив на ній чотири рейси: 22 серпня – 26 вересня; 30 вересня – 31 жовтня; 4 листопада – 1 грудня 1887 р.; і останній, що закінчується 2 січня 1888 р. 
4 січня 1888 року «Й. Корженьовський», якому щойно виповнилося 30 років, підписав Vidar у Сінгапурі. Протягом двох тижнів він перебував у Домі моряків, де посварився з стюардом Філіпсом.  

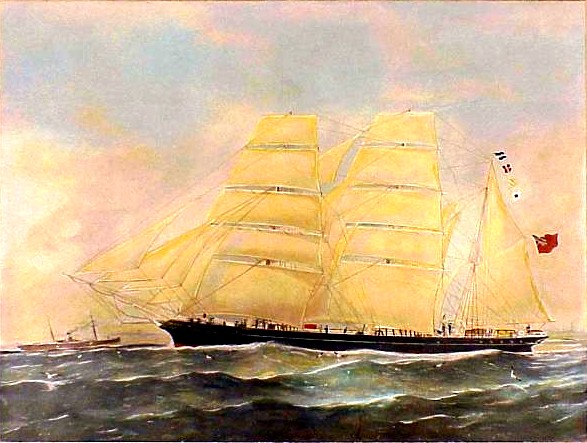
Барк Отаго, капітан Конрада в 1888 і на початку 1889 року

19 січня 1888 року він був призначений капітаном барку Отаго і відправився пароплавом до Бангкока, Сіам ( Таїланд ), де 24 січня прийняв своє перше командування. « Отаго», найменше судно, на якому він плавав, за винятком каботажного судна « Видар», покинуло Бангкок 9 лютого. Після триденної зупинки в Сінгапурі 3 березня він прямував до Сіднея, Австралія, і прибув 7 травня. 22 травня він вирушив до Мельбурна ; прибувши 6 червня після важкого і бурхливого проходу, він стояв на якорі в Мельбурнському рейді до 8 червня. Взявши вантаж із 2270 мішків пшениці, 7 липня він відправився до Сіднея. Прибувши через п’ять днів, він залишився до 7 серпня. 
Наступна подорож «Отаго» з вантажем добрив, мила та жиру відбулася до Маврикію, тодішнього володіння Великої Британії на схід від Мадагаскару в південно-західній частині Індійського океану. Судно прибуло до Порт-Луї 30 вересня 1888 року, знову відправившись у Мельбурн 21 листопада 1888 року з вантажем цукру, прибувши 5 січня 1889 року.  « Отаго» залишився поблизу австралійського узбережжя. Після буксирування в затоку Порт-Філліп і відвідування порту Мінлакові в затоці Спенсер, « Отаго» обійшов півострів Йорк, прибувши до Порт-Аделаїди 26 березня 1889 року. Невдовзі капітан Корженьовський відмовився від командування. Після того, як перша чарівність командування кораблем зникла, майбутній письменник, мабуть, відчув тужливість плавання на Антиподах.
Корженьовський покинув порт Аделаїди 3 квітня як пасажир на німецькому пароплаві « Нюрнберг» (зазначений як «Капітан Конрад») і, пройшов через Суецький канал та висадився 14 травня в Саутгемптоні, Англія. 
Успіхи Конрада в британському торговому флоті були скромними. Він не був капітаном чи першим помічником на великому судні, і не працював на важливу фірму. Конрад  не досяг найвищого звання моряка на той час (яке було припинено через століття, у 1990-х Він жив на свої заощадження та скромні доходи від своєї частки у фірмі Baar, Moering & Company. 
Восени 1889 року Конрад почав писати свій перший роман « Глупство Альмайера». 
Пізніші листи Конрада до друзів-літературознавців свідчать про увагу, яку він приділяв аналізу стилю, окремим словам і виразам, емоційному тону фраз, атмосфері, створеній мовою. У цьому Конрад по-своєму наслідував приклад Гюстава Флобера, відомого тим, що днями безперервно шукав le mot juste — правильне слово, щоб передати «сутність справи».  

#### Африканська інтермедія
Оскільки шанси знайти нову роботу в Англії здавалися невеликими, Конрад зробив запити на Європейському континенті. У першій половині листопада 1889 року він поїхав до Брюсселя, Бельгія Ідея працювати в Африці спала Конраду на думку через брак чогось іншого; але це відновило його колишній інтерес, нещодавно відновлений експедицією Генрі Мортона Стенлі з порятунку Емін-паші.
По дорозі до Конго  Конрад побачив, як французький військовий Ле Сеньле обстрілює місцевий табір, захований у джунглях. Інцидент набуде символічного значення в «Серце темряви» (1899). 
12 червня 1890 року Вілль де Масейо досяг Боми, за 50 миль від гирла річки Конго.У Матаді Конрад протримався 15 днів і познайомився з Роджером Кейсментом, який вже кілька років працював у Конго.  

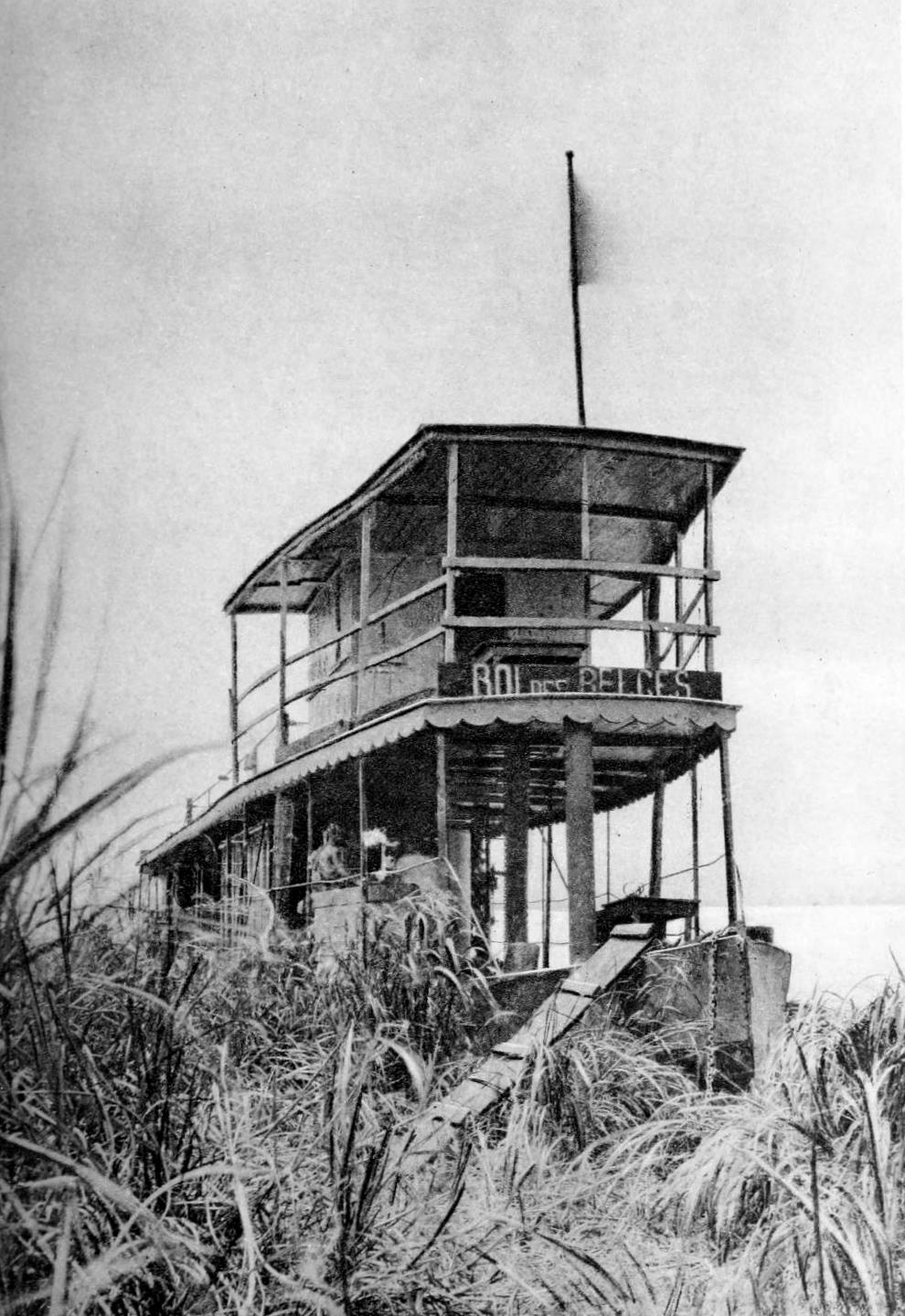
Roi des Belges, в якому Конрад плавав вгору по річці Конго (1890)

28 червня Конрад зміг розпочати нудний 230-мильний сухопутний шлях до порту Кіншаси, який він завершив 2 серпня 1890 року. Пароплав « Флорида», яким він мав командувати, був серйозно пошкоджений і був непридатний для плавання.  
Маленький річковий пароплав вийшов з Кіншаси 3 серпня 1890 р., під’єднавшись до річки Конго. 
1 вересня 1890 року пароплав досяг водоспаду Стенлі (нині Кісангані ), важливого урядового центру Вільної держави Конго. 6 вересня Конрад був призначений «взяти на себе командування SS Roi des Belges ... до відновлення капітана Коха».  
Невідомо, чи довго Конрад командував Королівством Бельгів на шляху до Кіншаси. Коли корабель прибув до Бангали 15 вересня 1890 р., капітан Кох уже повернувся на посаду. 
Повернувшись до Кіншаси 24 вересня 1890 року, Конрад знайшов листа від Марії Бобровської з Польщі — дочки брата свого дядька Тадеуша Бобровського, Казімєжа Бобровського; і три листи від Маргарити Порадовської.  
26 вересня 1890 року Конрад вирушив на каное до Баму, що знаходиться за 30 миль вниз по річці, щоб отримати дрова для будівництва місцевої станції. Там він захворів на дизентерію і лихоманку. 19 жовтня він написав своєму дядькові Бобровському з Кіншаси, що йому погано. 4 грудня він повернувся в Матаді  Невідомо, коли і на якому кораблі він повернувся до Європи. Наприкінці січня 1891 р. з'явився в Брюсселі; 1 лютого він був у Лондоні.  
Африканський досвід Конрада зробив його одним із найзапекліших критиків «місії білої людини». Це була також, пише Найдер, його найсміливіша і остання «спроба стати... гвинтиком у механізмі суспільства.  До своєї смерті він залишався відлюдником... і ніколи не був пов’язаний з жодною установою чи чітко визначеною групою людей» 

#### Повернення до британської морської піхоти

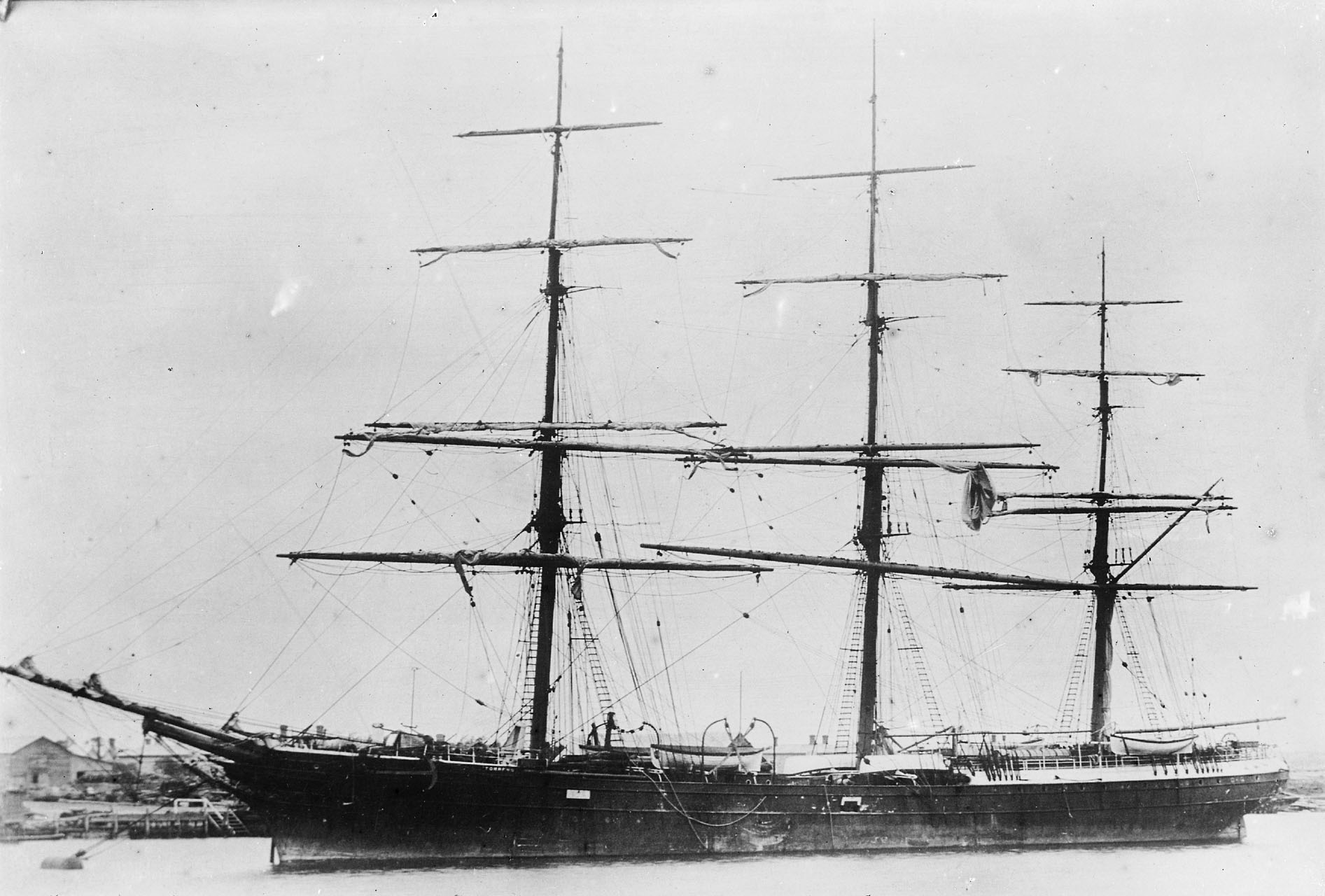
Пасажирське кліперське судно Torrens, на якому Конрад здійснив дві подорожі в якості першого помічника, з Лондона до Аделаїди, Австралія, між 21 листопада 1891 року і 26 липня 1893 року

Конрад провів кілька місяців у розгубленості й депресії. 14 листопада 1891 року він вирішив піти у відставку і прийняти місце як перший помічник на пасажирському кліпері « орренс» . Через сім днів судно вирушило з Лондона в Австралію, по дорозі забираючи пасажирів у Плімуті. 
Це був найкращий корабель, коли-небудь спущений на воду (1875) з верфі Сандерленда. Протягом п’ятнадцяти років (1875–1890) жоден корабель не наближався до його швидкості для вихідного шляху до Австралії. Під час свого рекордного бігу до Аделаїди він подолав 16 000 миль (26 000 км) через 64 днів.    
Це був перший раз, коли Конрад служив на пасажирському човні, і це надавало можливості для соціальних контактів з представниками освіченого класу; Перші знайомства Конрад завів з англійцями, які не були моряками. Під час чотирьох тривалих подорожей на Торренсі Конрад насолоджувався набагато більш культурною атмосферою. 
Після ста днів спокійного спокою 28 лютого 1892 року Торренс прибув до Аделаїди. Конрад провів більше місяця в Австралії. Лист від  дядька Бобровського повідомляв йому, що двоюрідний брат Конрада Станіслав Бобровський був звинувачений  у соціальній пропаганді   і був ув’язнений у тій самій варшавській цитаделі. 
10 квітня 1892 року Конрад виїхав з Аделаїди в Торренс і, через 145 днів, з зупинками в Кейптауні, Південній Африці та острові Свята Олена, 2 вересня прибув до Лондона. Він пробув там майже два місяці, не визначивши свого майбутнього. 
25 жовтня 1892 року він знову покинув Лондон на борту « Торренс . Тоді морські подорожі вважалися лікувальним засобом, особливо від туберкульозу. Після проходження 97 днів 30 січня 1893 року Торренс прибув до Порт-Аделаїди. У листі Порадовській Конрад висловив ностальгію за культурним життям і широкими інтелектуальними інтересами середовища свого кореспондента. 

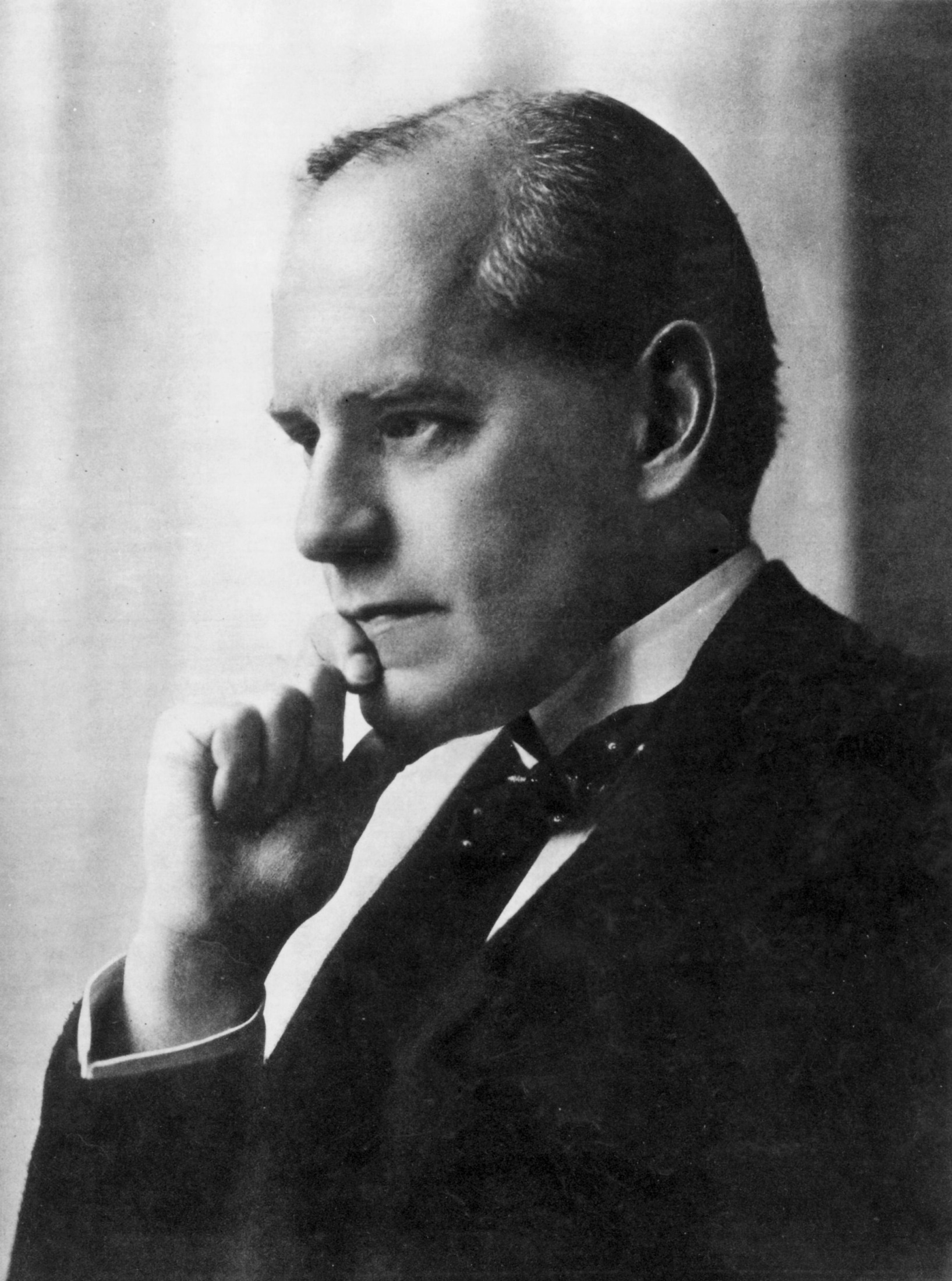
Джон Голсуорсі, якого Конрад зустрів на Торренсі

Коли відпливли з Аделаїди 13 березня 1893 року, серед пасажирів були двоє молодих англійців, які поверталися з Австралії та Нової Зеландії 25-річний юрист і майбутній письменник Джон Голсуорсі ; і Едвард Ланселот Сандерсон, який збирався допомогти своєму батькові керувати підготовчою школою для хлопчиків. Ймовірно, вони були першими англійцями і не-моряками, з якими Конрад подружився. Головний герой однієї з перших літературних спроб Голсуорсі, «The Doldrums» (1895–1896), перший помічник Арман, очевидно, створений за зразком Конрада.  26 липня 1893 року «Торренс» причалив до Лондона, і «Дж. Конрад Корземовін» завершив свою останню далеку подорож як моряк. 
У Лондоні на нього чекали листи від дядька Тадеуша Бобровського, який мав слабке здоров’я. Вони обговорили майбутній візит Конрада до дядька і повідомили Конрада про суд над його двоюрідним братом Станіславом Бобровським — засудженим до 18 місяців ув’язнення  і відправленим до петербурзької в’язниці. 
Конрад пішов у відставку з "Торренс»,  тому, що втратив надію замінити свого друга У. Х. Коупа на посаді капітана, і, можливо, тому, що втомився від професії моряка. Він виїхав до України, ймовірно, на початку серпня 1893 р. і пробув у свого дядька-наставника в Казимерівці більше місяця. Він писав Порадовській, що провів п’ять днів хворий у ліжку.  
Графік вітрильної кар'єри Конрада був би «ламаною лінією, але такою, яка піднімається між 1874 та 1889 роками. . . . Експедиція в Африку зупиняє цей висхідний підйом і знаменує початок спаду. Через три роки капітан знову стає лише другим помічником і на кораблі, який нікуди не йде». Цим кораблем був 2097-тонний пароплав Adowa (названий на честь історичного міста в Ефіопії ), який мав перевозити емігрантів з Франції до Квебеку. Конрад підписав контракт у Лондоні 29 листопада 1893 року. 4 грудня « Адова» в Руані. Очікувалося, що вона вилетить 9 грудня в Ла-Рошель, а звідти — до Квебека, але пасажирів не вдалося матеріалізувати — французи не виявили бажання приєднатися до хвиль еміграції кінця 19-го століття до Нового Світу — і пароплав простояв. 
10 січня 1894 року Адова вирушили з Руана до Лондона. 17 січня 36-річний  Конрад висадився і  закінчив службу в морі. 
Через півроку, як один із 176 свідків, він дав свідчення перед відомчим комітетом Ради торгівлі з питань комплектування торгових суден. Він заявив, що « Адова» недостатньо укомплектована, але вважав укомплектованість « Скімер Сіз», « Отаго» та « Торренс» задовільною. Конрад відійшов від правди, повідомивши про займані посади. Він стверджував, що провів 18 місяців на річці Конго «керуючи пароплавом», тоді як насправді він провів на Конго лише шість тижнів; він також додав три місяці до свого командування « Отаго» і стверджував, що здійснив два рейси на Маврикій і два проходи через Торресову протоку; він подовжив свою службу в Торренс на три місяці; і він стверджував, що здійснив трансатлантичну подорож у Адові . Він мовчав про свою службу на французьких кораблях і про всі свої зв’язки з континентальною Європою взагалі. 
Протягом 19 років відтоді, як Конрад покинув Краків у жовтні 1874 року,  він працював на кораблях, включаючи тривалі періоди в портах. Він провів у морі трохи більше 8 років, з них 9 місяців був пасажиром. 
Конрад служив членом екіпажу (стюард, учень)  два з половиною роки (21 місяць з них у морі); як третій напарник, 8 місяців; як другий помічник (його найдовша служба), майже 4 роки (з них лише два з половиною роки в морі); як перший помічник, два роки і три місяці (два роки в морі); як капітан, один рік і два місяці (половина цього в морі). З 11 років  ввін дев'ять місяців провів у пароплавах. 
Дядько і наставник Конрада Тадеуш Бобровський  помер 1 січня 1894 р. і залишив спадок Конраду. Після відставки Конрад зміг присвятити себе літературній кар'єрі. 